# Distrito de Saurama
El distrito de Saurama es uno de los ocho distritos que conforman la Provincia de Vilcas Huamán, ubicada en el Departamento de Ayacucho, Perú.

## Historia
El principal centro urbano del distrito es Saurama ubicado a 3.601 m s. n. m.
El distrito fue creado mediante Ley No 24450 del 19 de febrero de 1986.

## División administrativa

### Centros poblados
- Urbanos
  - Saurama, con 326 hab.
- Rurales
  - Contay, con 224 hab.
  - Inmaculada Huallhua, con 244 hab.
  - Puyachi, con 202 hab.
  - Santa Rosa de Huaracascca, con 183 hab.
  - Pramadera
  - Muchkapata 140 habitantes

## Autoridades

### Alcaldes
- 2019 - 2022[2]
  - Alcalde: Magno De la Cruz Najarro, del Movimiento Regional Gana Ayacucho.
  - Regidores:

  1. Líder Teófilo Martínez Rivera (Movimiento Regional Gana Ayacucho)
  2. Juan Carlos Cochachi Najarro (Movimiento Regional Gana Ayacucho)
  3. David Castro Gutiérrez (Movimiento Regional Gana Ayacucho)
  4. Elisa Taboada Balboa (Movimiento Regional Gana Ayacucho)
  5. Efraín Cuarez Vargas (El Frente Amplio por Justicia, Vida y Libertad)

Alcaldes anteriores
- 2011 - 2013: Prf. Victor Oré Espinoza.